# Luo Tuo Xiangzi
Luo Tuo Xiangzi (骆驼祥子) és una pel·lícula xinesa del 1982 dirigida per Ling Zifeng, basada en la novel·la del mateix nom de Lao She, comercialitzada internacionalment com Rickshaw Boy. La pel·lícula és protagonitzada per Siqin Gaowa, que va guanyar un Jinji Jiang per la seva actuació, i Zhang Fengyi.

## Argument
Xiang Zi és un conductor de rickshaw que sempre ha tingut ganes de sobresortir i set de llibertat. Es va casar amb Hu Niu que va morir de distòcia més tard. Després de la seva mort, una altra noia, Xiao Fuzi, s'enamora de Xiang Zi, però la pobresa els separa. Xiang Zi treballa molt dur per canviar la seva vida, només per descobrir que Xiao Fuzi ha mort just quan comença a tenir esperança per al seu futur. Finalment, Xiang Zi, un home inflexible, es lliura a aquesta societat fosca.

## Repartiment
- Siqin Gaowa - Hu Niu
- Yan Bide - Liu Siye
- Zhang Fengyi - Xiang Zi

## Premis
- Jinji Jiang a la millor pel·lícula als 3rs Premis Jinji Jiang (1982, guanyador)
- Jinji Jiang a la millor actriu als 3rs Premis Jinji Jiang (1982, guanyador - empatat amb Pan Hong)
- Jinji Jiang al millor director d'art als 3rs premis Jinji Jiang (1982, guanyador)
- Jinji Jiang al Millor So als 3rs Premis Jinji Jiang (1982, guanyador)
- Pel·lícula destacada als Premis de Cinema Huabiao (1982, guanyador)
- Millor pel·lícula als Premis Cent Flors (1983, guanyador - empat a tres amb At Middle Age i Mu Ma Ren )
- Millor actriu als Premis Cent Flors (1983, guanyador)